# Tre tonestykker
Tre tonestykker is een compositie van Niels Gade. Gade schreef deze drie toonstukken voor kerkorgel solo. De drie stukken vormden samen met nog een deel een vierdelige sonate voor orgel, aldus een brief van Gade aan Clara Schumann. Hij schreef het werk binnen veertien dagen in 1851.

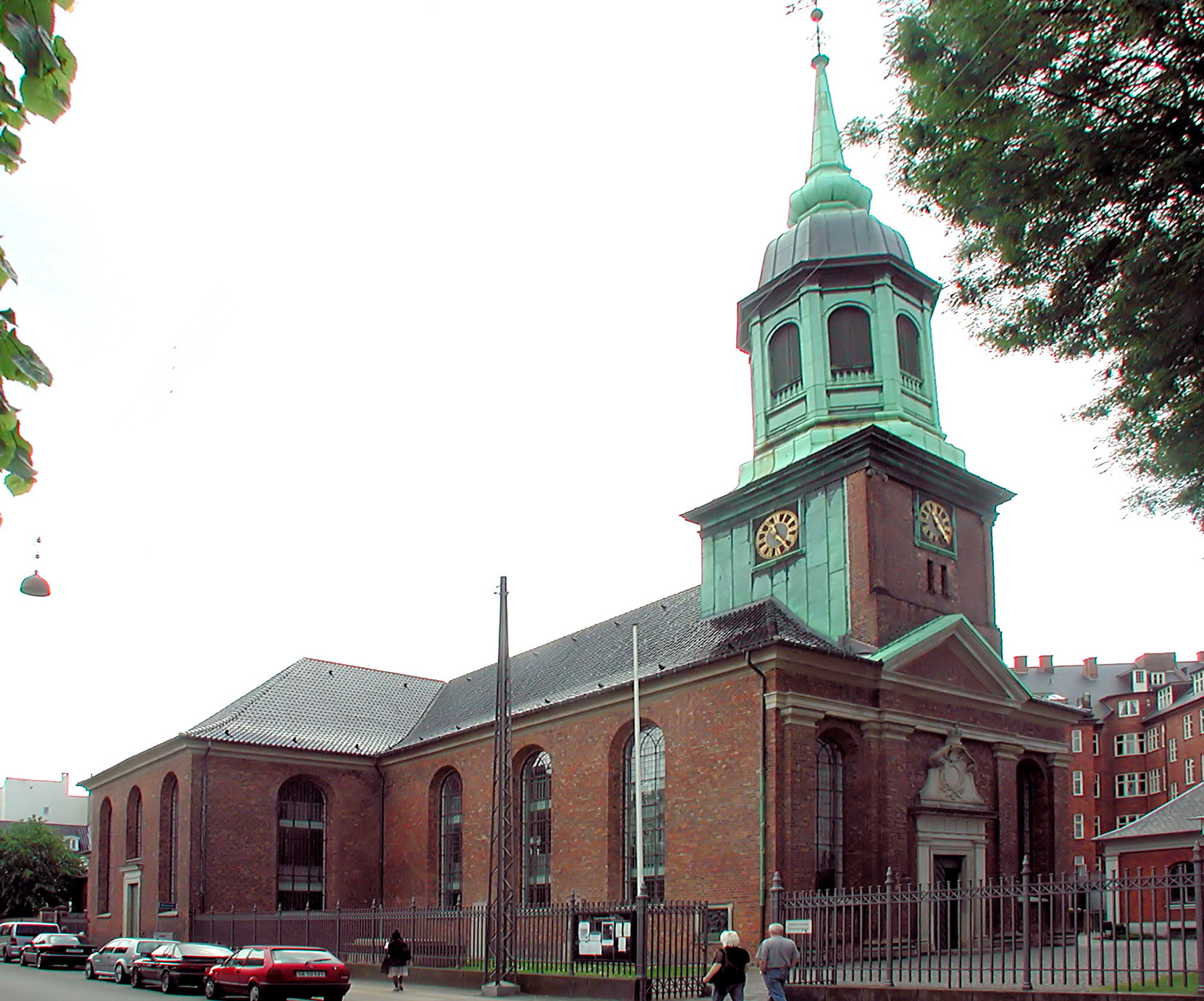
Garnizoenskerk, Kopenhagen

De Deense componist liet er uiteindelijk maar drie delen van uitgeven. Het oorspronkelijke tweede deel, een andante liet hij weg en bovendien transponeerde hij de twee slotdelen. Het werk ging 25 maart 1852 in haar definitieve vorm naar de drukker. Gade bevond zich ten tijde van componeren nog flink onder de invloed van Felix Mendelssohn Bartholdy en met name diens preludes en fuga’s voor orgel. Gade kon zelf flink oefenen want in het voorjaar van 1851 werd hij aangesteld als organist in de Garnizoenskerk in Kopenhagen.
De opus 22 is opgedragen aan de schoonvader van Gade, Johan Peter Emilius Hartmann.
De drie stukken zijn getiteld:
1. Moderato – [iets sneller] – Tempo I - Adagio
2. Allegretto
3. Allegro con fuoco

## Discografie
Het werk is vrij populiar onder organisten; er zijn meerdere uitgaven beschikbaar:
- Uitgave Heritage: Paul Trepte
- Uitgave BIS Records: Ralph Gustafsson
- Uitgave Dacapo: Hans Fagius
- Uitgave Nimbus: Kevin Bowyer
- Uitgave Chandos: Iain Quinn (album Tender is the north
- Uitgave Hyperion: Christopher Herrick